# Medalha Lavoisier (DuPont)
A Medalha Lavoisier (DuPont) (em inglês:  DuPont Lavoisier Medal) é um galardão atribuído pela companhia dos Estados Unidos, DuPont (E. I. du Pont de Nemours and Company) aos cientistas e engenheiros da DuPont, cujas realizações técnicas extraordinárias resultaram num significativo impacto comercial e valor científico duradouro.

## Laureados
- 1990[2] - Max Frederick Bechtol, Elmer Keiser Bolton, Wallace Hume Carothers, William Hale Charch, Thomas Hamilton Chilton, Abraham Bernard Cohen, Lawrence “Buck” Curtis, Ralph Kingsley Ile, Louis Plambeck, Jr, Charles Wyvil Todd e Nathaniel Convers Wyeth
- 1991[2] - Herbert Blades, John Marion Crawford, William Earl Neal Doty, Daniel Gintis, Crawford Hallock Greenewalt, Edward George Howard, Jr, George Levit, Paul Winthrop Morgan, Charles John Pedersen e Carl Schleussner
- 1992[2] - Carl John Heffelfinge, Howard Wayne Jacobson, Hein Louis Klopping e Herman Elbert Schroede
- 1993[2] - Ronald Harry Halliwe, Donald Richard Johnson e Gerald J. Lit
- 1994 - Não atribuído
- 1995[2] - Herbert Sousa Eleuterio, Salim Meir Ibrahim, Stephanie Louise Kwole, Joseph Clois Shivers, Jr. e Howard Ensign Simmons, Jr.
- 1996[2] - Bennett Noah Epstein, George William Parshall, Charles D. Reill, Paul Raphael Resnick, Owen Wright Webster e Joseph Zimmerman
- 1997 - Lothar Heinrich Brixne, William Charles Drinkard, Jr., David C. England, William Franklin Gresham, Joseph Jack Kirkland e Charles M. A. Stine
- 1998[2] - Arthur William Anderson, Ralph Alvin Franke, Theodore Augur Koch, John Anthony Kreuz e Robert Howard Stol
- 1999[2] - Reg Davies, Richard James Powell e V. N. M. (Malli) Rao
- 2000[2] - Joseph W. Gibson, Jr, Thomas Roger Keane, Ying K. Lee, Albert L. Moore, Pallatheri M. (Subu) Subramania e Vincent G. Witterhol
- 2001[2] - I. Maxwell Robinson, Hyunkook Shin e Harry J. Spinell
- 2002[2] - John Vytautas Duncia, Arthur W. Etchells III, Wilfred Sweeny e George Vassilatos
- 2003[2] - Loren John Hoffbeck, Rolando U. Pagilagan, Rudy Pariser e Richard W. Rees
- 2004[2] - Edmund A. Flexman, Michael Fryd e Thomas L. Nelson
- 2005[2] - Vlodek Gabara, Harry J. Kamack e Melvin I. Kohan
- 2006 - Não atribuído
- 2007[2] - Edward J. Deyrup e Charles Joseph Noelke
- 2008[2] - Peter Carlson e Noel C. Scrivner
- 2009[2] - Calvin Chi-Ching Chien e George P. Lahm
- 2010[2] - Robert L. Segebart
- 2011[2] - Marc C. Albertsen
- 2012[2] - Scott V. Tingey
- 2013[1] - Mario Nappa
- 2014[1] - Dave Estell e Steve Taylor
- 2015[1] - Stephen Smith e Ronald McKinney